# Calle Mateos Gago
La calle Mateos Gago es una vía semipeatonal situada en el casco antiguo de la ciudad de Sevilla (Andalucía). Sirve como entrada al barrio de Santa Cruz desde el oeste. Arranca en la plaza de la Virgen de los Reyes, junto a la Catedral, y termina en la calle Fabiola, junto al Museo Bellver. 

## Historia

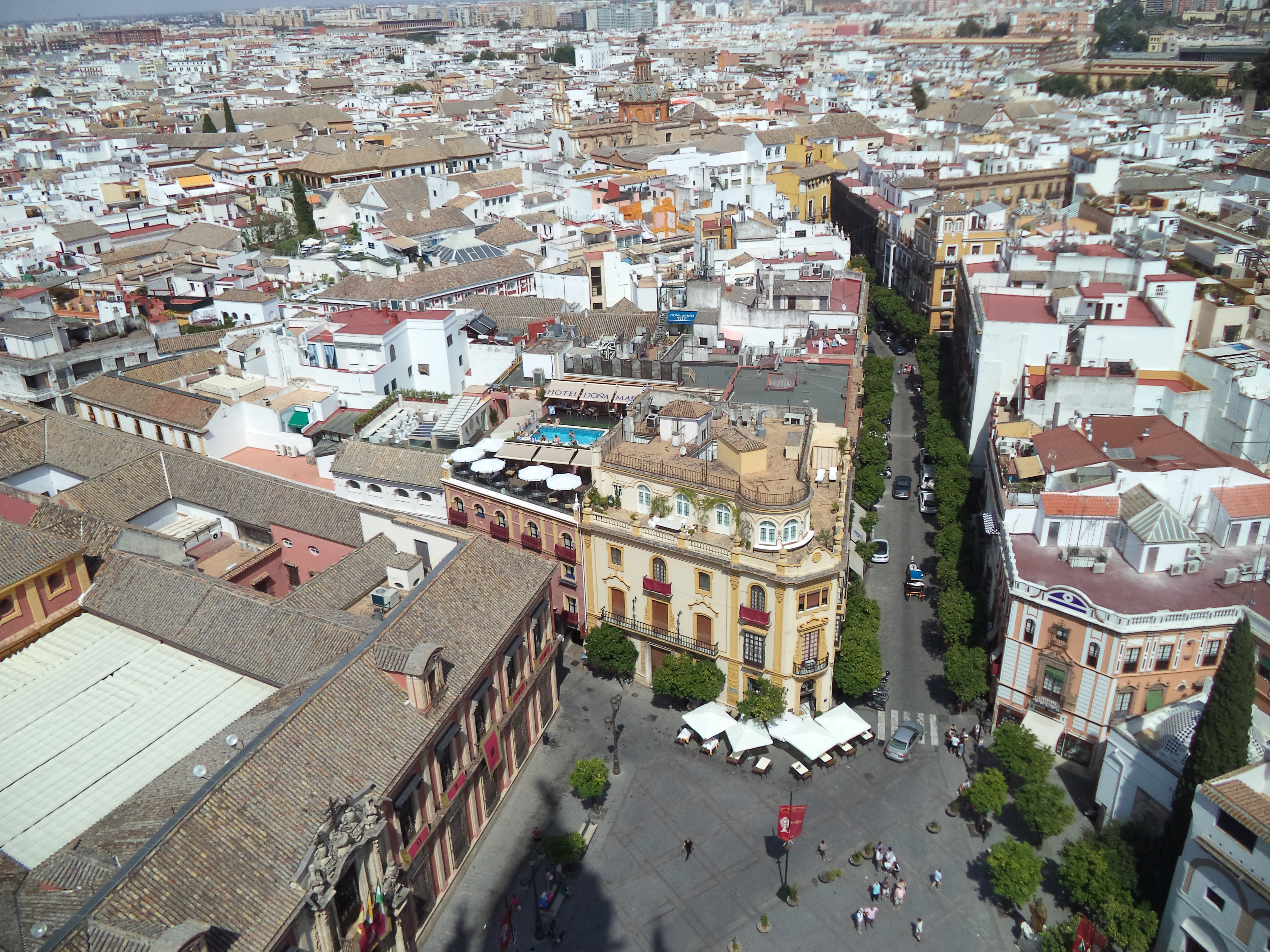
Mateos Gago desde la Giralda. En primer plano la plaza Virgen de los Reyes, con el Palacio Arzobispal a la izquierda.

La calle se sitúa en el punto más alto del casco histórico, con restos hallados bajo el Palacio Arzobispal datados en época romana. En época islámica volvió a habitarse, y durante el dominio almohade se realizaron importantes obras. Debido a la proximidad tanto de la mezquita mayor -la actual catedral- como de un depósito de agua abastecido por el acueducto de los Caños de Carmona, se construyeron varias casas de baños en las proximidades, destacando los conocidos como de García Jofre, de los cuales se conservan varias salas dentro de un bar.
La actual calle de Mateos Gago es el resultado de la unión de la antigua calle Borceguinería (denominada así por residir en ella el gremio de fabricantes de zapatos y borceguíes hasta el siglo XVIII), que iba desde la plaza de la Virgen de los Reyes hasta Mesón del Moro, y otra conocida conocida como Corral de don Juan desde el siglo siglo XVI, que continuaba a partir de la anterior y llegaba hasta Fabiola. En 1869, se unificaron ambas vías con la denominación de "Comunero". En 1893 se rotuló con el actual nombre de Mateos Gago, en honor de Francisco Mateos Gago Fernández (1827-1890), catedrático sevillano, teólogo, sacerdote, profesor de la antigua Facultad de Filosofía y Letras de la Universidad de Sevilla, fundador de la Academia Sevillana de Estudios arqueológicos y canónigo de la catedral de Sevilla, que vivió en las cercanías. Fue adoquinada en 1859 después de la instalación del gas.

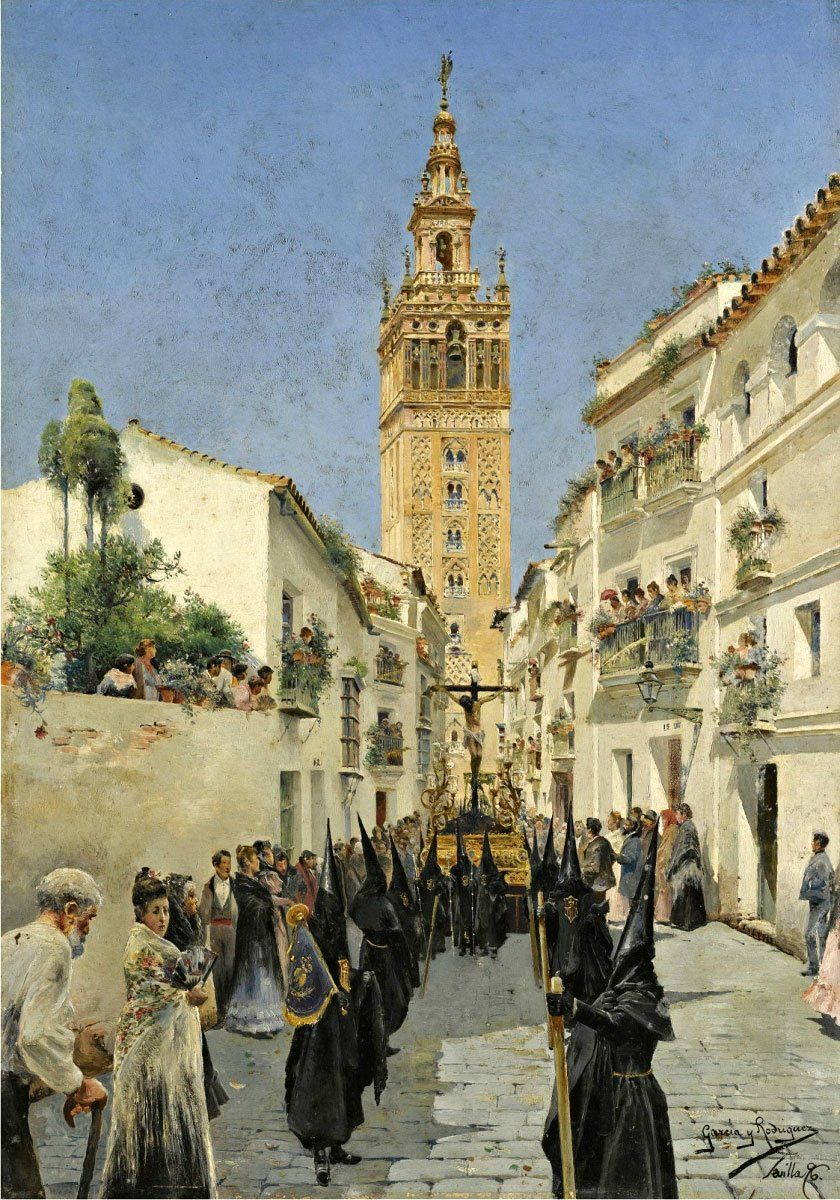
Vista de la calle en 1896 durante una procesión. Nótese la considerable estrechez de la vía en comparación con la actualidad.

En 1890 nació en el número 21 de esta calle el historiador Santiago Montoto de Sedas, hijo del poeta y cronista de la ciudad Luis Montoto. En la fachada de la vivienda, una placa recuerda el acontecimiento. La calle era a principios del siglo XX una vía tortuosa y estrecha hasta el punto de impedir el tránsito rodado y el paso de cofradías. La entonces recién creada Hermandad de Santa Cruz (1904) tenía que utilizar diversos recorridos alternativos para acceder desde su parroquia a la carrera oficial, ya que la salida resultaba imposible a través de esta calle hasta su posterior remodelación.
Su trazado era según González de León "bastante angosta, desigual y torcida". El actual se debe a las obras de ensanche acometidas en los años veinte del pasado siglo con motivo de la Exposición Iberoamericana de Sevilla en 1929, y desde ella puede admirarse una bella imagen de la Giralda.

## Edificios emblemáticos
- Vivienda del número 24, realizada por el arquitecto Aníbal González.
- Casa de las Conchas, ubicada en el número 26, también es obra del arquitecto Aníbal González, y se le conoce así por tener cubierta la fachada con unos elementos decorativos que se asemejan a conchas marinas.
- Edificio de viviendas para María Ceballos Rumallor (1929-1930): en la esquina con Rodrigo Caro. Realizado por el arquitecto Juan Talavera y Heredia.
- Baños de García Jofre (actualmente ocupado por el bar Giralda).
- Iglesia de Santa Cruz, construida a partir de 1655 en el solar del que había sido un antiguo corral de comedias llamado de "Don Juan".
- Museo Bellver, situado en la confluencia con la calle Fabiola.
- Casa Salinas, destacada casa palacio del siglo  XVI.

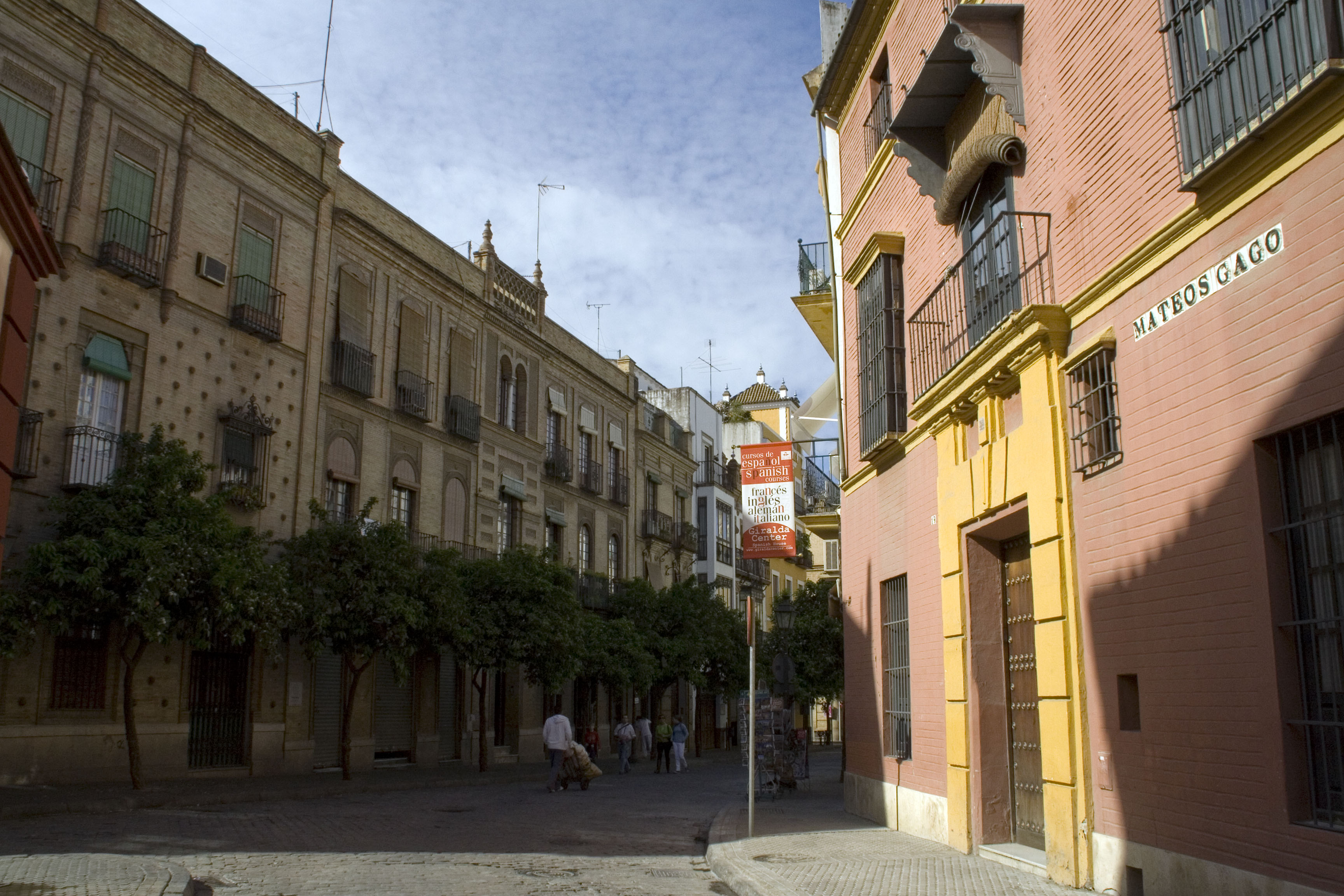
Vista del cruce con la calle Mesón del Moro. A la izquierda se observa la Casa de las Conchas.

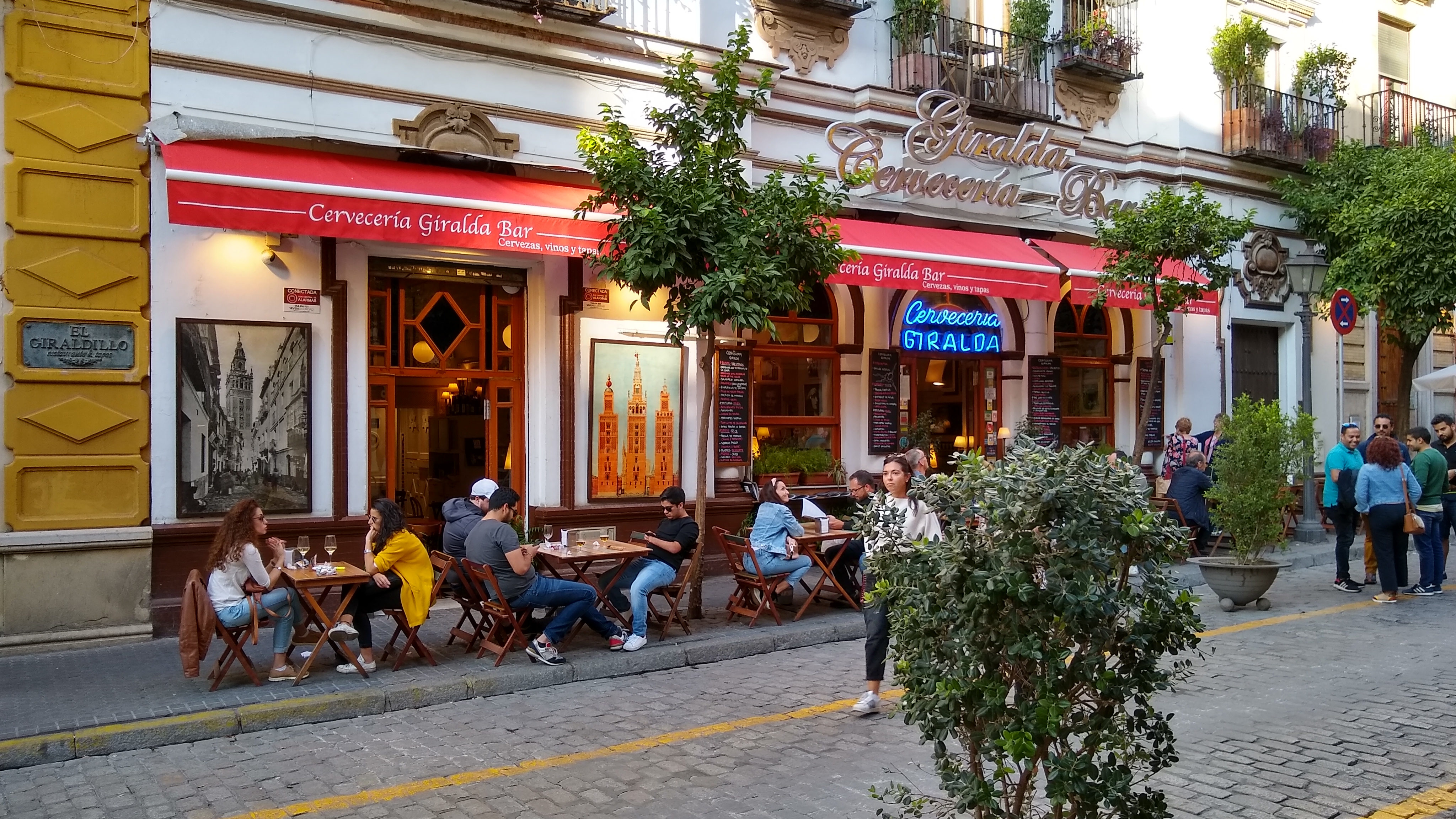
Bar Giralda, en el número 1, antiguo hamman islámico conocido como Baños de García Jofre.